# Nadmiar zasad
Nadmiar zasad (ang. base excess, BE) i niedobór zasad – w fizjologii, jest to odpowiednio nadmiar lub deficyt zasad obecnych we krwi. Obliczany jest na podstawie różnicy między aktualnym, a prawidłowym stężeniem zasad buforowych we krwi. Jego wartość podawana jest najczęściej w jednostkach opisujących stężenie – mEq/l. Zwykle prawidłowa wartość BE wynosi od −2,3 mEq/l do +2,3 mEq/l. Dodatnie wartości oznaczają nadmiar zasad, a ujemne niedobór.
Porównanie parametru nadmiaru/niedoboru zasad z zakresem referencyjnym pozwala ocenić, czy przyczyną zaburzenia równowagi kwasowo-zasadowej jest komponenta oddechowa, metaboliczna, czy mieszana – oddechowo-metaboliczna. Podczas gdy poziom dwutlenku węgla koreluje z zaburzeniami komponenty oddechowej, BE opisuje komponentę metaboliczną.
Jeżeli BE ma wartość ujemną, to badany roztwór zawiera nadmiar kwasów nielotnych lub niedobór zasad i świadczy o kwasicy metabolicznej. Jeżeli BE jest dodatnie – roztwór zawiera nadmiar zasad lub niedobór lotnych kwasów i pozwala podejrzewać zasadowicę metaboliczną. BE nie pozwala ocenić, czy przyczyną zaburzenia równowagi są kwasy czy zasady.
Zasadami mającymi największy wpływ na parametr niedoboru zasad są wodorowęglany. Dlatego też odchylenia w osoczowym stężeniu wodorowęglanów znajdują swoje odzwierciedlenie w zmianie BE. Nadmiar zasad jest jednak pojęciem szerszym i obejmuje zmiany zachodzące w całym układzie zasad buforowych.
Jest jedną z wartości podawanych w gazometrii, wyliczoną na podstawie otrzymanych w badaniu danych.

## Definicja
Nadmiar zasad jest definiowany jako ilość mocnego kwasu, która musi być dodana do każdego litra w pełni utlenowanej krwi, aby przywrócić pH krwi do wartości 7.40 w temperaturze 37 °C i przy pCO2 40 mmHg (5,3 kPa). Niedobór zasad jest odpowiednio definiowany jako ilość mocnej zasady, którą teoretycznie trzeba by było dodać do krwi, by przywrócić jej prawidłowe pH.
Wartość BE nie zależy ani od pCO2, ani od stężenia hemoglobiny, jest natomiast zależna od stopnia wysycenia hemoglobiny tlenem. Hemoglobina utlenowana (HbO2) jest bardziej kwaśna od hemoglobiny odtlenowanej (Hb).
Termin i koncepcja nadmiaru zasad została po raz pierwszy zaproponowana przez Poula Astrupa i Ole Siggaard-Andersena w 1958.

## Obliczanie
Nadmiar/niedobór zasad może być obliczony na podstawie wartości stężeń wodorowęglanów (HCO3−) i pH z równania:
{\displaystyle Nadmiar~zasad=0{,}93\times \left(\left[HCO_{3}^{-}\right]-24{,}4+14{,}8\times \left(pH-7{,}4\right)\right).}
Z jednostkami mEq/L. Może być też wyrażony jako:
{\displaystyle Nadmiar~zasad=0{,}93\times [HCO_{3}^{-}]+13{,}77\times pH-124{,}58.}
Obliczenia są oparte na równaniu Hendersona-Hasselbalcha:
{\displaystyle pH=pK+\log {\frac {[HCO_{3}^{-}]}{[CO_{2}]}}.}
Ostatecznie wzór będzie wyglądał następująco:
{\displaystyle BE=0{,}02786\times PaCO_{2}\times 10^{(pH-6{,}1)}+13{,}77\times pH-124{,}58.}

## Interpretacja
Nadmiar zasad wykraczający poza wartości referencyjne oznacza:
- zasadowicę metaboliczną, jeśli jest zbyt wysoki (powyżej +2,3 mEq/L),
- kwasicę metaboliczną, jeśli zbyt niski (poniżej −2,3 mEq/L).

pH krwi jest zdeterminowane zarówno przez komponentę metaboliczną, mierzalną za pomocą nadmiaru zasad, jak i komponentę oddechową, którą określa się za pomocą PaCO2 (ciśnienie parcjalne CO2). Często patologia jednego z tych elementów pociąga za sobą kompensacyjny wzrost lub spadek drugiej. Proces wtórny (kompensacyjny) można łatwo zidentyfikować ponieważ przeciwstawia się obserwowanym zmianom w pH.
Wysoki nadmiar zasad, czyli zasadowica metaboliczna, z reguły wiąże się z nadmiarem wodorowęglanów. Może być spowodowany przez:
- jako kompensacyjna odpowiedź na kwasicę oddechową,
- nadmierną utratę HCl z kwasem żołądkowym w wyniku wymiotów,
- nerkową nadprodukcję wodorowęglanów w zasadowicy spowodowanej odwodnieniem (wymioty) lub w chorobie Cushinga.

Niedobór zasad (nadmiar zasad poniżej wartości referencyjnych), czyli kwasica metaboliczna, najczęściej łączy się albo z utratą wodorowęglanów, albo ich neutralizacją przez duże ilości kwasów organicznych. Typowymi przyczynami są:
- kompensacyjna odpowiedź na zasadowicę oddechową,
- cukrzycowa kwasica ketonowa, w której produkowane są duże ilości kwaśnych ciał ketonowych,
- kwasica mleczanowa, na skutek beztlenowego metabolizmu podczas ciężkiego wysiłku fizycznego lub hipoksji,
- przewlekła choroba nerek, w której dochodzi do zaburzenia wydalania kwasów oraz resorpcji i produkcji wodorowęglanów,
- biegunka, w której wydalane są duże ilości wodorowęglanów,
- spożycie trucizny, np. metanolu, glikolu etylenowego, toksycznych dawek aspiryny.

Osoczowa luka anionowa jest przydatna do oceniania, czy przyczyną niedoboru zasad jest nadmiar kwasów czy utrata wodorowęglanów.
- Niedobór zasad z podwyższoną luką anionową wskazuje na dodatek kwasów (np. kwasica ketonowa).
- Niedobór zasad z normalną luką anionową wskazuje na utratę wodorowęglanów (np. podczas biegunki). Luka anionowa utrzymuje się na tym samym poziomie, ponieważ wodorowęglany są podczas wydalania wymieniane na chlorki.